# Gezoneerde slanke amaniet
De gezoneerde slanke amaniet (Amanita battarrae, synoniemen: Amanita fulvoides, Amanita umbrinolutea) is een schimmel behorend tot de familie Amanitaceae. De soort groeit bij loofbomen, vooral eik op rijkere bodem (klei), al zijn er ook sequenties op GenBank van naaldbomen bekend.

## Kenmerken
De soort lijkt op de roodbruine slanke amaniet (A. fulva), maar heeft in plaats daarvan een grijsbruine hoed (soms met een olijftint) die bovendien sterk concentrisch gezoneerd is. Op de hoed zijn geen velumplakjes aanwezig. Bruine of olijfbruine gebolde tot uitgespreide hoed (Ø 3-10 cm), met gevoorde rand en umbo, meestal zonder velumresten. Typisch voor deze soort (t.o.v. andere grijsachtige amanita’s) zijn de oranjebruine vlekken op de buitenzijde van de volva (vooral bij de wat oudere exemplaren), waaraan de soort ook zijn Engelse naam heeft te danken.
De afgeronde tot licht elliptische sporen zijn 11-15 × 10-13 µm groot.

## Verwarring
De literatuur over deze groep en de daarbij behorende foto’s zijn nogal verwarrend en het laatste woord is daar zeker nog niet over gezegd. In de literatuur zijn drie namen in omloop, nl. A. fulvoides, A. battarrae en A. umbrinolutea. De beschikbare sequenties geven aan dat er sprake is van twee, nauw-verwante soorten (waarvoor dus drie namen in omloop zijn). De naam A. battarrae is door verschillende auteurs verschillend geïnterpreteerd. Voor sommige auteurs (bv. Krieglsteiner) is A. battarrae hetzelfde als wat in Moser A. umbrinolutea wordt genoemd, een Midden-Europese soort van oudere, voedselarme sparrenbossen in de bergen (Arnolds & Huijser, 2017). Voor die soort is A. umbrinolutea de oudere en dus correcte naam. In Funga Nordica wordt de naam A. battarrae echter gebruikt voor een soort van loof- en naaldbossen, maar ook van parken en graslanden (waar ongetwijfeld verspreide bomen staan), voedselrijke loofbossen, en die soort komt wellicht eerder overeen met A. fulvoides, die ook uit Denemarken bekend is.
Waar de beide soorten ecologisch duidelijk verschillen, is het niet makkelijk om goede morfologische verschillen te vinden. De oranjebruine vlekken aan de buitenzijde van de volva kunnen namelijk ook voorkomen bij A. umbrinolutea. De structuur van de volva wordt in de sleutels van de ringloze amanieten vaak gebruikt als kenmerk om soorten van elkaar te onderscheiden. Het gaat er dan om of die volva uit vooral draadvormige hyfen bestaat of dat er ook veel ronde cellen in aanwezig zijn. Dit determinatiekenmerk blijkt in de praktijk niet erg betrouwbaar. Zo bestond de volva van het materiaal uit Hemmen hoofdzakelijk uit langwerpige cellen, terwijl het materiaal uit Amelisweerd heel veel ronde cellen had.

## Verspreiding
In Nederland komt de gezoneerde slanke amaniet uiterst zeldzaam voor:
- De eerste geaccepteerde vondst (Landgoed Soelen, Betuwe) is opgegeven onder de naam A. battarrae (Rommelaars 2015).
- Een tweede vondst (Landgoed Hemmen, Betuwe), is gesequenced (Naturalis) en dat bleek A. fulvoides (Neville & Poumarat 2009).
- In 2020 is de soort ontdekt op twee plekken in Amelisweerd (Utrecht), ook dit materiaal is gesequenced (in 2023) en bleek eveneens A. fulvoides.